# محافظة قرية العليا
محافظة قرية العليا هي إحدى محافظات المنطقة الشرقية في السعودية، وعاصمتها الإدارية مدينة قرية العليا، محافظة قرية العليا من الفئة ب.

## السكان
بلغ عدد سكان محافظة قرية العليا (21,788) نسمة حسب تعداد السعودية 2022، عدد السعوديين (14,209) نسمة، وعدد غير السعوديين (7,579) نسمة.

## المراكز الإدارية التابعة
تتبع المحافظة عدداً من المراكز، وهي:
- الرفيعة
- اللهابة
- الشيط
- مشله
- العاذرية
- الشيحية
- الفريدة
- الشامية
- اللصافة
- أم الشفلح
- الحيرا
- مناخ
- أم عقلا
- خبيراء
- أم غور
- معرج السوبان
- أم كداد
- رديفة القرعاء
- البويبـيات
- مطربة
- هجرة المحوى